# Otto Körner

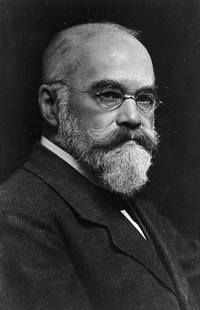
Otto Körner

Otto Maximilian Ferdinand Körner (* 18. Mai 1858 in Frankfurt am Main; † 9. Oktober 1935 in Rostock) war ein deutscher Arzt für Hals-Nasen-Ohren-Heilkunde und Medizinhistoriker. In Rostock kam er 1899 auf den ersten HNO-Lehrstuhl an einer deutschen Universität.

## Familie
Otto Körner kam 1858 als Sohn des Geheimen Justizrates und Landesgerichtsdirektors Wilhelm Körner und dessen Frau Elise zur Welt. 1887 heiratete er die aus Kassel stammende Louise Ebert (1861–1937), Schwester des deutschen Geologen und Paläontologen Theodor Ebert. Das Ehepaar hatte drei Töchter.

## Leben
Nach dem Abitur studierte Körner ab 1878 an der Philipps-Universität Marburg, der Albert-Ludwigs-Universität Freiburg und der Kaiser-Wilhelms-Universität Straßburg Medizin. Mit gleichgesinnten Kommilitonen gründete er einen naturwissenschaftlichen Verein, der Korporationscharakter annahm und in den Goslarer Chargierten-Convent aufgenommen wurde. 1882 wurde er zum Dr. med. promoviert.  Anschließend war er Assistenzarzt in den Unikliniken von Straßburg und Frankfurt am Main. 1886 ließ er sich als praktischer Arzt in Frankfurt am Main nieder. 1894 erfolgte die Berufung auf das freigewordene Extraordinariat für Hals-Nasen-Ohrenkrankheiten in Rostock. Unter seiner Leitung wurde am 25. Oktober 1899 der Neubau der ersten deutschen Universitäts-Klinik für Ohren-, Nasen- und Kehlkopfkrankheiten eröffnet. Körner wurde 1901 zum ersten deutschen Ordinarius für Ohren-, Nasen- und Kehlkopfkrankheiten ernannt. Als Mitte des 19. Jahrhunderts in der Medizin viele Spezialgebiete entstanden, entwickelten sich für den Kopf- und Halsbereich die Laryngologie und die Otologie. Weitestgehend standen sie für sich allein. Körner trieb ihren Zusammenschluss voran.
Sein 1906 erschienenes Lehrbuch war eines der ersten, wenn nicht das erste, das das Fach in seiner Gesamtheit vorstellte. Es wurde ein Bestseller. Körner war 1913–1914 Rektor der Universität Rostock. Die Stellung als Klinikdirektor hatte er bis zu seiner Emeritierung (1929) inne.
Schon als Schüler hatte Körner im Archiv für Naturgeschichte einen Beitrag zur Tierwelt bei Homer veröffentlicht. Als Emeritus setzte er seine Studien zur Antike fort. Seine letzte Publikation befasste sich mit den Sinnesempfindungen in der Ilias und der Odyssee.

## Funktionen
- Redakteur der Zeitschrift für Ohren- und Kehlkopfheilkunde (1895–1935)
- Mitglied des Vorstandes der Deutschen Otologischen Gesellschaft, ab 1900, Vorsitzender 1903
- Ausrichtung der Jahresversammlung der niederdeutschen Hals-, Nasen- und Kehlkopfärzte in Rostock (1914)

## Ehrungen
- 1913 Geheimer Medizinalrat

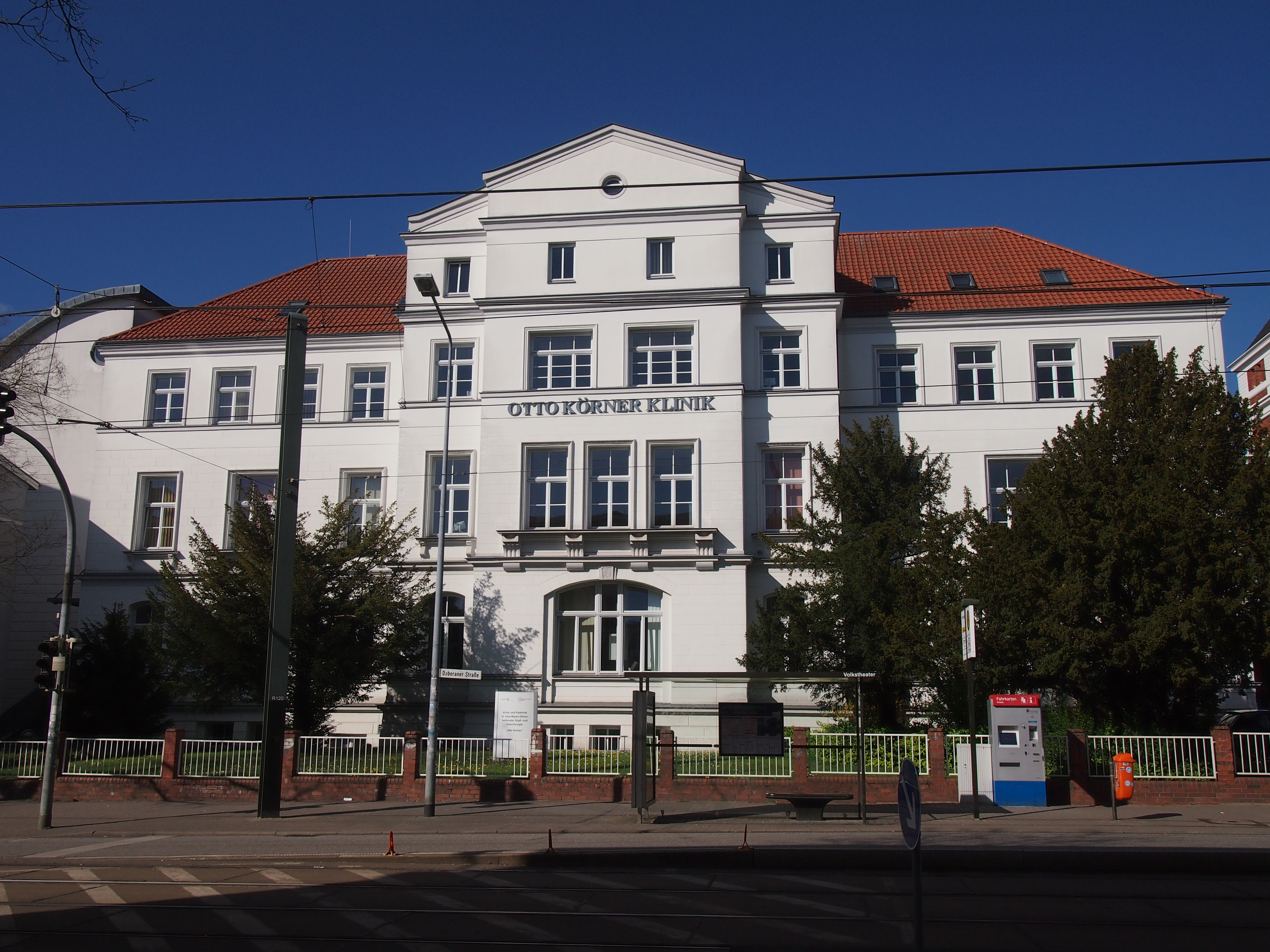
HNO-Klinik „Otto Körner“ der Universitätsmedizin Rostock

- Wahl in die Deutsche Akademie der Naturforscher Leopoldina (1926)
- 1929 Ehrendoktor der Universität Rostock
- Ehrenmitglied der Otorhinolaryngologischen Gesellschaften in Berlin, Moskau und Budapest
- Ehrenmitglied der Deutschen Gesellschaft für Hals-Nasen-Ohrenheilkunde
- Ehrenmitglied der Gesellschaft deutscher Hals-, Nasen- und Ohrenärzte
- Ehrenmitglied des Rostocker Ärztevereins
- Korrespondierendes Mitglied der Laryngologisch-rhinologischen Gesellschaft in Wien und der Oto-laryngologischen Gesellschaft in Kopenhagen
- Anlässlich des 90. Jahrestages des Bestehens der HNO-Klinik der Universitätsmedizin Rostock wurde ihr am 23. Oktober 1989 der Ehrenname „Otto-Körner-Klinik“ verliehen.
- Die Norddeutsche Gesellschaft für Otorhinolaryngologie und zervikofaziale Chirurgie vergibt jährlich den Otto-Körner-Preis.[3]

## Schriften
- Die homerische Tierwelt. Ein Beitrag zur Geschichte der Zoologie. (1880)
- Die otitischen Erkrankungen des Hirns, der Hirnhäute und der Blutleiter. Frankfurt am Main 1894, 5., vollständig neu bearb. Aufl. München 1925.
- Lehrbuch der Ohrenheilkunde und ihrer Grenzgebiete. Wiesbaden 1906, weitere Auflagen unter dem Titel: Lehrbuch der Ohren-, Nasen- und Kehlkopfkrankheiten, 1909, 16. Aufl. 1969.
- Gutachten über die Notwendigkeit einer Prüfung der Ohrenheilkunde im ärztlichen Staatsexamen. Wiesbaden 1896.
- Erinnerungen eines deutschen Arztes und Hochschullehrers 1858-1914. München, Wiesbaden 1920.
- Die ärztlichen Kenntnisse in Ilias und Odyssee. München 1929.
- Die Sinnesempfindungen in Ilias und Odyssee. Gustav Fischer Verlag, Jena 1932.